# Domenico de Cicco

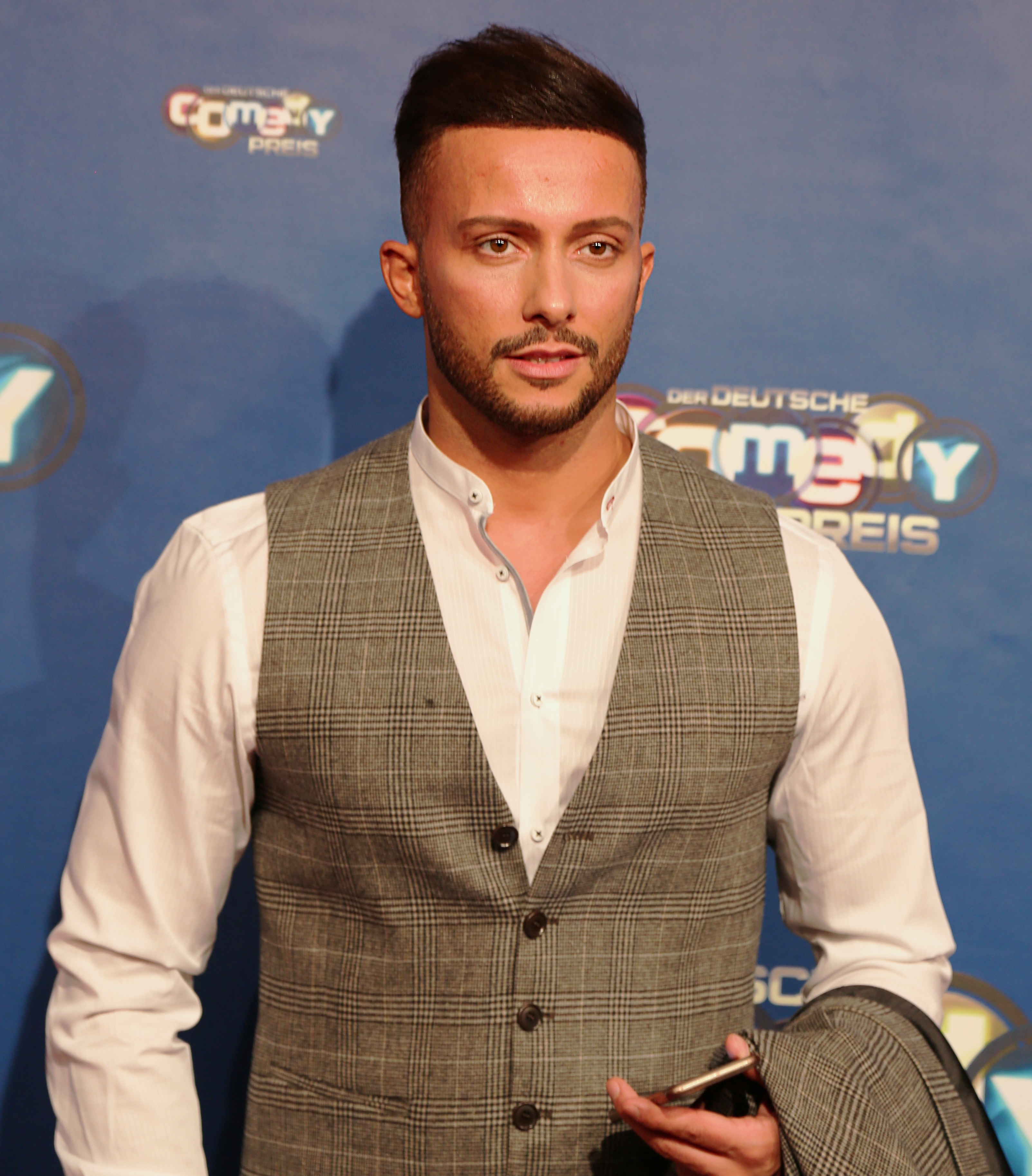
Domenico de Cicco (2017)

Domenico de Cicco (* 17. Februar 1983 in Frankfurt am Main) ist ein deutscher Reality-TV-Darsteller italienischer Abstammung.

## Leben
Bekannt wurde der Sohn italienischer Eltern durch verschiedene Reality-TV-Formate.
2014 sah man ihn zunächst in der Scripted-Reality-Doku-Soap Next, Please! Es folgte 2017 die Teilnahme an der vierten Staffel von Die Bachelorette, wo er bei der Bachelorette Jessica Paszka kurz vor dem Finale ausschied. Ab Mai 2018 war er Kandidat im Bachelor-Spin-off Bachelor in Paradise. Mit seiner Partnerin Evelyn Burdecki bildete de Cicco im Finale eines von drei Gewinnerpärchen. Anfang August 2018 gab das Paar die Trennung bekannt. Im Januar 2019 war de Cicco Kandidat der 13. Staffel von Ich bin ein Star – Holt mich hier raus! und der erste Teilnehmer, der das Camp verlassen musste. Am 25. September 2020 nahm er an  Das große Sat.1 Promiboxen teil und verlor gegen seinen Gegner Ennesto Monté.
De Cicco ist seit Mitte der 2000er-Jahre Logistik-Sachbearbeiter beim Logistikdienstleister der Lufthansa Technik und seit September 2018 Vater einer Tochter.
Er lebt in Linsengericht.

## Fernsehauftritte
- 2014: Next, Please!
- 2017: Die Bachelorette
- 2018: Bachelor in Paradise
- 2019: Ich bin ein Star – Holt mich hier raus!
- 2019: Das perfekte Promi-Dinner – Dschungelspezial
- 2020: Ich bin ein Star – Die Stunde danach
- 2020: Das große Sat.1 Promiboxen
- 2022: Ich bin ein Star – Holt mich hier raus! Die große Dschungelparty